# 고소작업차

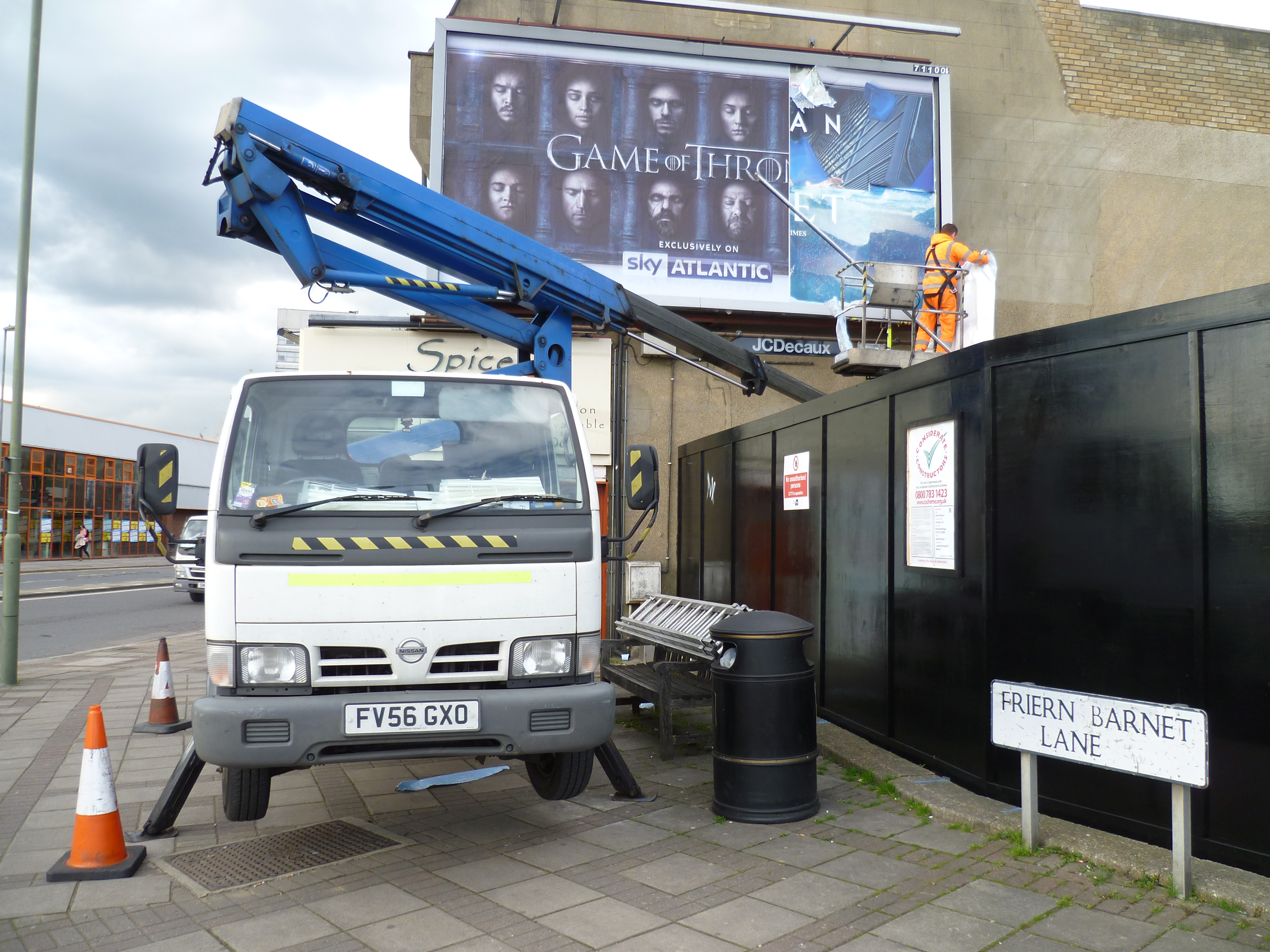

고소작업차 또는 고소작업대(Aerial work platform, AWP)는 건물의 간판이나 또는 높은 위치에 있는 광고물의 작업 등 높은 곳에서 작업하기 위한 장비를 갖춘 특장차를 의미한다. 주로 1톤에서 5톤 까지의 화물차를 특장하나 8톤 이상의 대형 화물차를 특장하기도 한다.
고소작업차는 사람이나 장비가 접근할 수 없는 곳(일반적으로 접근 불가한 높이)에 임시로 접근을 제공하는 데 사용되는 기계 장치이다. 기계화된 고소작업대에는 다양한 유형이 있으며 각 유형별로 "체리 피커"(cherry picker), "붐 리프트"(boom lift), "시저 리프트"(scissor lift) 등으로도 알려져 있다.
일반적으로 유지 보수 및 건설 작업과 같은 임시적이고 유연한 접근 목적으로 사용되거나 소방관이 비상 접근을 위해 사용되며 이는 엘리베이터와 같은 영구 접근 장비와 구별된다. 이 크레인은 일반적으로 1톤 미만의 제한된 중량을 들어 올리도록 설계되었지만 일부는 SWL(안전 작업 하중)이 더 높기 때문에 대부분의 크레인 유형과 구별된다. 일반적으로 한 사람이 설치하고 운영할 수 있다.
사용되는 작업에 관계없이 고소작업차는 전기 콘센트 또는 전동 공구용 압축 공기 커넥터 장착을 포함하여 운송 및 접근 이상의 추가 기능을 제공할 수 있다. 또한 창유리용 프레임 운반과 같은 특수 장비가 장착될 수도 있다. 언더브리지 장치는 작업자를 작업 영역으로 들어올리는 데에도 사용할 수 있다.
이름에서 알 수 있듯이 체리 피커는 처음에는 체리 따기를 용이하게 하기 위해 개발되었다. 제이 아이텔(Jay Eitel)은 사다리를 사용하여 체리를 따느라 힘든 하루를 보낸 후 1944년에 이 장치를 발명했다. 그는 장치를 제조하기 위해 1953년 캘리포니아주 서니베일에 텔스타 코퍼레이션(Telsta Corporation)을 설립했다. 또 다른 초기 체리 피커 제조업체는 워싱턴주 리븐워스에 있는 스템 브라더스(Stemm Brothers)였다. 체리 피커의 다른 용도도 빠르게 발전했다.

## 특징
주로 건물의 간판이나 유리의 보수를 위해 필요하며 높은 위치에 있는 광고물의 작업에 두루 쓰인다. 높은 곳에 작업하기 위해서 크레인이나 사다리란 장비를 갖추고 있으며 차량에 따라 굴절식 크레인과 사다리를 보유한 차량도 있고 직선식의 고가 사다리와 크레인을 장착한 차량들도 존재하며 크레인이나 사다리를 조종할 수가 있는 조종실도 갖추고 있다. 주로 1톤에서 5톤까지의 화물차를 특장하나 8톤 이상의 대형 화물차를 특장하기도 하며 스카이 차량이라고도 불리기도 하고 고소작업차를 주로 운용하는 회사들도 있다. 건물의 깔끔한 관리나 높은 곳에서 필요한 작업을 위해선 반드시 필요한 차종이다.

## 같이 보기
- 소방차
- 지게차
- 콘라트 추제
- 특장차
- 상용차